# 马尔萨克 (塔恩-加龙省)
马尔萨克（法語：Marsac，法語發音：[maʁsak]）是法国奥克西塔尼大区塔恩-加龙省的一个市镇，属于卡斯泰尔萨拉桑区。

## 地理
马尔萨克（43°56'34"N, 0°49'19"E）面积14.89 平方千米，位于法国奧克西塔尼大區塔恩-加龙省，该省份为法国西南部内陆省份，北起顺时针与洛特省、阿韦龙省、塔恩省、上加龙省、热尔省和洛特-加龙省接壤。
与马尔萨克接壤的市镇（或旧市镇、城区）包括：卡斯泰龙、莫鲁、米拉杜、圣克雷阿克、格拉蒙、蒙加亚尔、普帕。

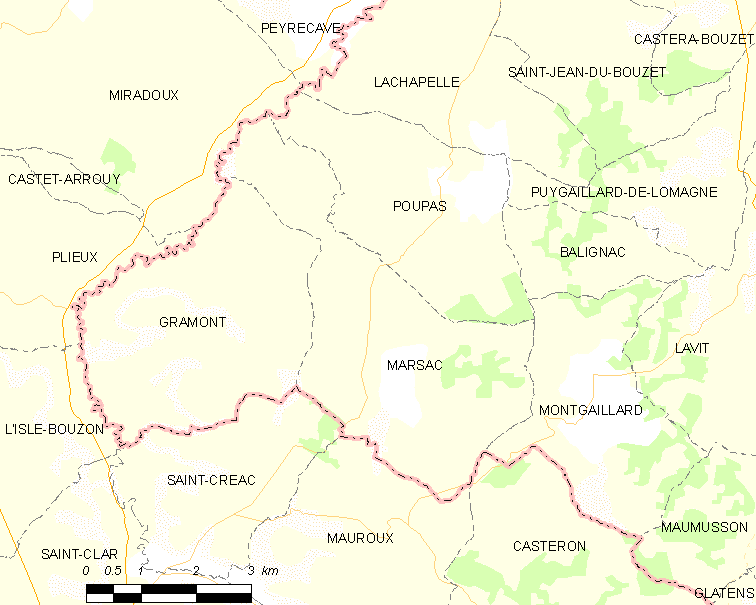
的OSM定位图

马尔萨克的时区为UTC+01:00、UTC+02:00（夏令时）。

## 行政
马尔萨克的邮政编码为82120，INSEE市镇编码为82104。

## 政治
马尔萨克所属的省级选区为加龙-洛马涅-布吕尤瓦县。

## 人口

1962-2008年间人口变化图示

马尔萨克于2022年1月1日时的人口数量为184人。